# Langhe Dolcetto
Le Langhe Dolcetto est un vin italien de la région Piémont doté d'une appellation DOC depuis le 22 novembre 1994. Seuls ont droit à la DOC les vins rouges récoltés à l'intérieur de l'aire de production définie par le décret. 

## Caractéristiques organoleptiques
- couleur : rouge rubis avec tendance au rouge brique avec le vieillissement.
- odeur : vineux, agréablement caractéristique
- saveur : sèche, puissante, légèrement amer (amarognolo) ou au parfum d’amande

Le Langhe Dolcetto  se déguste à une température de 15 – 17 °C et il se gardera 2 – 3 ans.

## Association de plats conseillée
Hors-d’œuvre divers, agnolottis, des risottos et des tagliatelles aux champignons, des escalopes de veau.

## Production
Province, saison, volume en hectolitres :
- Cuneo  (1995/96)  12419,0
- Cuneo  (1996/97)  24375,19